# Luzien Etxezaharreta
Luzien Etxezaharreta Galtzagorri, né dans le quartier Urcuray d'Hasparren, Pyrénées-Atlantiques, le 14 décembre 1946 est un journaliste et écrivain basque. Il est le coordinateur des éditions Maiatz.

## Biographie
Il a fait des études supérieures en physique à  Pau. De 1966 à 1972, il enseigne les sciences et les mathématiques. Pendant qu'il était étudiant, il a écrit dans les revues Egia et Ikasle.
En 1981, lorsqu'il retourne au Pays basque, il prend part à la création de la revue littéraire Maiatz,, et il en est depuis le coordinateur ; pendant de longues années il œuvre assidûment à l'édition d'auteurs basques. Il écrit de nombreux articles dans la presse en basque (Herria, Argia...). Il a collaboré au journal Egunkaria et dans le quotidien Berria il rédige la rubrique hebdomadaire Maratila. Il contribue à la radio Gure Irratia où il assure l'émission Gure bazterrak.

## Œuvres

### Récits
- Margarita inter porcos (1993, L'Oeil Sauvage). Collection Elelabur[7].
- Inter porcos. Kronika aberezaleak (2007, Maiatz)
- Begira (2012, Maiatz )

### Poésie
- Xalbador azken bidean (2017, Maiatz)[8]

### Divers
- Almanach du Basque de Gérard Bardon (éditions 2017, 2018), Mikel Esteban (éditions 2014, 2015) et Lucien Etxezaharreta, (plusieurs éditions à partir de 2014), éditions CPE[9]

### Traductions
Il a traduit de très nombreux textes en basque, en particulier pour les publier dans la revue Maiatz.